# ابیار (الجزایر عاصمه)
ابیار (الجزایر عاصمه) (به عربی: الأبیار) یک ناحیه (شهرستان) در الجزایر است که در استان الجزیره واقع شده است. ابیار ۵۲٬۵۸۲ نفر جمعیت دارد.